# Валгунде
Ва́лгунде (латыш. Valgunde, нем. Volgund) — село в Елгавском крае Латвии, административный центр Валгундской волости. Находится у региональной автодороги P99 (Елгава — Калнциемс). Расстояние до города Елгавы составляет около 14 км. По данным на 2015 год, в населённом пункте проживало 354 человека.
В селе расположены волостная администрация, библиотека, дом культуры, бывшее поместье. К югу от села находится православный Валгундский монастырь.

## История
Село расположено на территории бывшего поместья Вольгунд.
В советское время населённый пункт был центром Валгундского сельсовета Елгавского района. В селе располагалась центральная усадьба колхоза «Яуна гварде».